# Światowy Związek Baptystyczny
Światowy Związek Baptystyczny – międzynarodowa organizacja stanowiąca porozumienie krajowych kościołów, unii oraz związków baptystów z całego świata, powstała w 1905. W 2020 roku związek zrzeszał 238 unii baptystycznych w 126 krajach – łącznie 47 milionów ochrzczonych członków i 169 tysięcy zborów.

## Działalność
Światowy Związek Baptystyczny stawia sobie za cele:
- jednoczyć baptystów z całego świata,
- przewodzić ogólnoświatowej ewangelizacji,
- wychodzić naprzeciw potrzebom ludzkim,
- bronić praw człowieka.

Związek włączył się w działalność Globalnego Forum Chrześcijańskiego.

## Prezydenci
Światowy Związek Baptystyczny zarządzany jest przez Prezydenta Związku (przewodniczącego) oraz szesnastu wiceprezydentów. W 2005 roku przewodniczącym został wybrany na pięcioletnią kadencję David Coffey z Wielkiej Brytanii.
| Lp. | Kadencja  | Imię i nazwisko          | kraj pochodzenia  |
| --- | --------- | ------------------------ | ----------------- |
| 1.  | 1905–1911 | John Clifford            | Wielka Brytania   |
| 2.  | 1911–1923 | Robert Stuart MacArthur  | Stany Zjednoczone |
| 3.  | 1923–1928 | Edgar Young Mullins      | Stany Zjednoczone |
| 4.  | 1928–1934 | John MacNeill            | Kanada            |
| 5.  | 1934–1939 | George Washington Truett | Stany Zjednoczone |
| 6.  | 1939–1947 | James Henry Rushbrooke   | Wielka Brytania   |
| 7.  | 1947–1950 | Charles Oscar Johnson    | Stany Zjednoczone |
| 8.  | 1950–1955 | Fred Townley Lord        | Wielka Brytania   |
| 9.  | 1955–1960 | Theodore Floyd Adams     | Stany Zjednoczone |
| 10. | 1960–1965 | Joao Filson Soren        | Brazylia          |
| 11. | 1965–1970 | William Tolbert Jr.      | Liberia           |
| 12. | 1980–1985 | Duke Kimbrough McCall    | Stany Zjednoczone |
| 13. | 1985–1990 | Noel Vose                | Australia         |
| 14. | 1990–1995 | Knud Wumpleman           | Dania             |
| 15. | 1995–2000 | Nilson Do Amaral Fanini  | Brazylia          |
| 16. | 2000–2005 | Billy Kim                | Korea Południowa  |
| 17. | 2005–2010 | David Coffey             | Wielka Brytania   |
| 18. | 2010–     | John Upton               | Stany Zjednoczone |

W latach 1988–2007 sekretarzem generalnym był Denton Lotz.

## Wspólnoty regionalne
Związek podzielony jest na sześć regionalnych wspólnot:
- Baptystyczna Wspólnota Ameryki Północnej (North American Baptist Fellowship),
- Azjatycka Federacja Baptystyczna (Asian Baptist Federation),
- Wszechafrykańska Wspólnota Baptystyczna (All-Africa Baptist Fellowship),
- Karaibska Wspólnota Baptystyczna (Caribbean Baptist Fellowship),
- Unia Baptystów Ameryki Łacińskiej (Union of Baptists in Latin America),
- Europejska Federacja Baptystyczna (European Baptist Federation).

## Światowe Kongresy Baptystyczne
Co pięć lat, począwszy od 1905, organizowane są Światowe Kongresy Baptystyczne podczas których m.in. wybierane są władze związku.

## Członkowie
Członkiem Związku jest m.in. Kościół Chrześcijan Baptystów w RP oraz Baptyści Dnia Siódmego. W 2004 z członkostwa zrezygnowała Południowa Konwencja Baptystyczna, największa wspólnota baptystyczna świata, licząca w chwili wystąpienia 16,3 milionów wyznawców i zapewniająca 20% budżetu światowego związku. Zarzucono ŚZB nadmierny ekumenizm oraz tendencje liberalizujące. W ŚZB pozostały jednak dwie czołowe konwencje stanowe przynależące do Południowej Konwencji Baptystycznej: konwencja Teksasu i konwencja Wirginii.